# Daradaxoides mahensis
Daradaxoides mahensis är en insektsart som beskrevs av William Lucas Distant 1917. Daradaxoides mahensis ingår i släktet Daradaxoides och familjen Tropiduchidae. Inga underarter finns listade i Catalogue of Life.